# Longitarsus bertii
Longitarsus bertii es una especie de insecto coleóptero de la familia Chrysomelidae. Fue descrita científicamente en 1973 por Leonardi.